# Gerd Coordes (Pädagoge)
Gerhard Albert Coordes (geboren 29. November 1839 in Norden in Ostfriesland; gestorben 24. März 1890 in Kassel) war ein deutscher Lehrer, Schulbuch-Autor und Schöpfer von Wanderkarten, darunter einer unter Berücksichtigung des seinerzeitigen Klimas in Europa.

## Leben
Coordes durchlief seine pädagogische Ausbildung auf dem Lehrerseminar in Osnabrück und arbeitete ab 1859 mehrere Jahre als Lehrer in seiner Heimatstadt, erst an der Elementarschule, dann am Nordener Gymnasium. Anschließend studierte er drei Semester insbesondere Naturwissenschaft an der Universität Göttingen, bevor er in Quakenbrück eine Anstellung an der dortigen Realschule und der Höheren Töchterschule erhielt. Parallel dazu legte er die in Preußen üblichen Prüfungen erst für Mittelschullehrer, dann auch für Rektoren ab. Ab 1875 bis zu seinem Tode unterrichtete er vor allem Natur- und Erdkunde an der Kasseler städtischen höheren Mädchenschule und dem damit verbundenen Lehrerinnenseminar.
Im Mai 1882 gründete maßgeblich Coordes den Verein für Erdkunde, in dem er bis zu seinem Tode als Vorsitzender wirkte. Zudem nahm er an den Versammlungen der deutschen Geographentage 1882 in Halle, 1883 in Frankfurt am Main, 1886 in Dresden und 1889 in Berlin. In Frankfurt stellte er unter Vorlage seiner gleichnamigen Schrift die Frage auf: „Welche Grundsätze sollen bei Herstellung und Begutachtung von Schulkartenwerken maßgebend sein?“
In der Zeitschrift Pädagogischer Jahresbericht von 1888 erschien eine ausführliche Rezension zu Coordes Schulgeographischem Namenbuch.
Neben einer Wanderkarte unter Berücksichtigung des – seinerzeitigen – Klimas in Europa entwarf er auch eine Schulwanderkarte zu Palästina.
Coordes starb im Alter von 51 Jahre an einer Lungenentzündung und hinterließ seine Ehefrau mit fünf Kindern.

## Schriften (Auswahl)
- Gehölzbuch. Tabellen zum Bestimmen der in Deutschland einheimischen und angepflanzten ausländischen Bäume und Sträucher nach dem Laube, Frankfurt am Main: Grobel, 1882
- Begleitschrift zu Gerd Coordes's Planetolabium, Kassel: Deichmann 1886
- Gedanken über den geographischen Unterricht, 3., erweiterte Auflage, Metz: Lang 1888
- Klimatologische Schulwanderkarte von Europa, mit Text Das Klima von Europa, Berlin 1888
- Schulgeograpisches Namenbuch. Übersetzung und Begründung der wichtigsten geographischen Namen und Bezeichnungen, mit Anhang Name der vorzüglichsten Sterne und Sternbilder und Vollständig biblisch-geographisches Namenbuch, 2., vollständig umgearbeitete Auflage, bearb. von Paul Weigelt, Leipzig: Lang 1894
- Kleines Lehrbuch der Landkarten-Projektion. Gemeinverständliche Darstellung der Kartenentwürfe, für Alle die ihren „Atlas“ wollen verstehen lernen, insbesondere für angehende Lehrer der Geographie, von G. Coordes, Reallehrer am Lehrerinnen-Seminar zu Kassel;
  - zweite verbesserte und vermehrte Auflage von Dr. phil. S. Koch, Verlag von Ferd. Keßler, Kassel 1891; Digitalisat über Google-Bücher
- Schulwanderkarte zu Palästina. Nebst Begleitwort „Palästina“, Bamberg: Coordes, 5. Auflage
- Geographische Länderwappen und Briefmarken (auch ein Beitrag zur gelegentlichen Belebung des geographischen Unterrichtes), um 1890